# Коростенський індустріальний парк
Коростенський індустріальний парк (КІП) – промислова зона в межах Коростеня.  Під індустріальний парк використовується територія колишнього військового вертолітного аеродрому. Земельна ділянка без будівель, тривалий час не використовувалась. Загальна площа КІПу – 246 га.
Концептуальний дизайн розроблено чеським проектним бюро DHV. Проект передбачає створення на території КІПУ  високотехнологічних підприємств, підприємств у галузях легкого та середнього промислового виробництва – збірки, комплектації, поверхневої обробки, легкого машинобудування та електротехнічної промисловості. 
Проект розрахований на 10 років та розділений на 3 етапи: 
- підведення комунікацій: автошляху, залізниці, електроенергії, водогону,  каналізації та побудова і запуск заводу з випуску МДФ-плит.
- розвиток логістичного центру [1]

Станом на жовтень 2010 підведено комунікації та практично завершено будівництво заводу МДФ. Цей завод стане першим в Україні підприємством з виробництва МДФ-плит. 